# Mu Aurigae
Mu Aurigae (11 Aurigae) é uma estrela na direção da constelação de Auriga. Possui uma ascensão reta de 05h 13m 25.73s e uma declinação de +38° 29′ 04.8″. Sua magnitude aparente é igual a 4.82. Considerando sua distância de 162 anos-luz em relação à Terra, sua magnitude absoluta é igual a 1.33. Pertence à classe espectral A4m.